# Niewidzialni (film)
Niewidzialni (hiszp. Invisibles) – zbiór pięciu krótkometrażowych filmów fabularnych i dokumentalnych poświęconych ludziom wykluczonym i ignorowanym problemom współczesnego świata, z którymi boryka się organizacja Lekarze bez Granic. 
Filmy reżyserowali Wim Wenders, Isabel Coixet, Fernando León de Aranoa, Mariano Barroso i Javier Corcuera. Film powstał z inicjatywy aktora Javiera Bardema i przy współpracy z organizacją Lekarze bez Granic, która poprzez wsparcie filmu upamiętniła dwudziestą rocznicę swojego powstania w Hiszpanii. Film uzyskał również pomoc regionu Kastylia i León, który wsparł jego powstanie kwotą 200 000 euro.
W 2008 roku Niewidzialni otrzymali nagrodę Goi dla najlepszego filmu dokumentalnego.

## Fabuła
Niewidzialni składają się z pięciu osobnych segmentów:
- El sueño de Bianca (Sen Bianki) Mariano Barroso – fikcyjna[1] opowieść, zestawiająca życie i problemy dwóch kobiet: modelki Alby i afrykanki o imieniu Bianka. Obie potrzebują tej samej substancji – eflornityny. Alba używa jej w celach kosmetycznych, Bianka potrzebuje jej aby wyleczyć się ze śpiączki afrykańskiej. Dla Alby substancja jest łatwo dostępna, dla Bianki niezwykle trudna do zdobycia.
- Cartas a Nora (Listy do Nory) Isabel Coixet – film poruszający problem choroby Chagasa, wywoływanej przez pasożyty choroby, nękającej miliony mieszkańców Ameryki Południowej. Film opowiada o rzeczywistej chorobie, jednak jego bohaterowie są fikcyjni[3].
- La voz de las piedras (Głos kamieni) Javier Corcuera – film dokumentalny[3] poświęcony wiejskim rodzinom Kolumbii, które usiłują walczyć o możliwość prowadzenia spokojnego i pokojowego życia na terenach ogarniętych walkami.
- Buenas noches, Ouma (Dobranoc, Ouma) Fernando León de Aranoa – film dokumentalny[3] składający się z opowieści północnougandyjskich dzieci, które uciekają przed porywaczami z Armii Bożego Oporu, którzy uprowadzają dzieci, aby wcielić je do armii.
- Crímenes invisibles (Niewidzialne przestępstwa) Wim Wenders – dokument[3] rejestrujący wyznania kobiet z Konga, opowiadających o tym, jak stały się ofiarami przestępstw seksualnych.